# Serie A1 2019-2020 (pallamano maschile)
La Serie A1 2019-2020 è stata la 51ª edizione del torneo di Serie A del campionato italiano di pallamano maschile, si è svolta dal 7 settembre 2019 al 7 marzo 2020.
Il campionato non ha emesso verdetti a causa della Pandemia di COVID-19 del 2020 in Italia.

## Avvenimenti
La FIGH comunica come ultimo giorno utile per l'iscrizione al campionato 2019-2020 il 24 giugno: per venuta richiesta viene concessa una proroga con scadenza fissata al 29 giugno.
Il 20 luglio la Federazione comunica il calendario per la stagione regolare ed i playoff.
Il campionato subisce uno stop di quasi un mese per l'emergenza del nuovo coronavirus che colpisce l'Italia. Il 5 aprile la Federazione decide di chiudere anticipatamente la stagione regolare dal momento che risulta difficile concludere il campionato. Le prime quattro squadre classificate partecipano alla Final4 per l'assegnazione dello scudetto, mentre non ci sono retrocessioni. Tre giorni dopo, la FIGH pubblica la classifica aggiornata con il quoziente punti che va a stilare la nuova graduatoria.
Il 30 aprile viene definitivamente dichiarato concluso il campionato, senza la disputa delle Final4 per l'assegnazione dello scudetto.

## Formula del torneo
Il campionato si svolge tra 14 squadre che si affrontarono con la formula del girone unico all'italiana con partite di andata e ritorno.
Per ogni incontro i punti assegnati in classifica sono così determinati:
- due punti per la squadra che vinca l'incontro;
- un punto per il pareggio;
- zero punti per la squadra che perda l'incontro.

Al termine della stagione regolare le prime otto squadre classificate disputeranno i playoff per lo scudetto con quarti di finale, semifinali e finali al meglio delle tre gare.
Le ultime due squadre classificate verranno retrocesse in A2.

### Verdetti
Al termine dei playoff, a seconda dei risultati ottenuti dopo la finale, vengono emessi i seguenti verdetti:
- 1ª classificata: viene proclamata campione d'Italia ed acquisisce il diritto a partecipare alla EHF Cup;
- 2ª classificata: acquisisce il diritto a partecipare alla EHF Cup;
- 3ª classificata: acquisisce il diritto a partecipare alla EHF Cup;
- 13ª classificata: retrocede in A2;
- 14ª classificata: retrocede in A2.

## Squadre partecipanti
| Squadra         | Città                              | Sponsor tecnico | Palasport                                     | Stagione precedente  |
| --------------- | ---------------------------------- | --------------- | --------------------------------------------- | -------------------- |
| Bozen           | Bolzano                            | Macron          | PalaGasteiner PalaResia                       | Vincitore            |
| Brixen          | Bressanone (BZ)                    | Jako            | Palasport Via dei Laghetti                    | 7º posto             |
| Cassano Magnago | Cassano Magnago (VA)               | Kreas           | PalaTacca                                     | 4º posto             |
| Cologne         | Cologne (BS)                       | Kreas           | Palasport di Cologne                          | 11º posto            |
| Conversano      | Conversano (BA)                    | Kappa           | Pala San Giacomo                              | 3º posto             |
| Eppan           | Appiano sulla strada del vino (BZ) | Terranova       | Raiffeisenhalle                               | 1º posto in Serie A2 |
| Junior Fasano   | Fasano (BR)                        | Macron          | Palestra "Franco Zizzi"                       | 5º posto             |
| Fondi           | Fondi (LT)                         | Erreà           | Palasport di Fondi                            | 10º posto            |
| Gaeta           | Gaeta (LT)                         | Macron          | Palasport di Fondi Palasport "Marica Bianchi" | 9º posto             |
| Meran           | Merano (BZ)                        | Kreas           | Palestra "Karl Wolf"                          | 12º posto            |
| Pressano        | Lavis (TN)                         | Joma            | PaLavis                                       | 2º posto             |
| Sassari         | Sassari                            | EYE Sport       | PalaSantoru                                   | 2º posto in Serie A2 |
| Siena           | Siena                              | Mizuno          | PalaEstra                                     | 8º posto             |
| Trieste         | Trieste                            | Mizuno          | PalaChiarbola                                 | 6º posto             |

## Risultati

### Stagione regolare
| Andata       | Andata | 1ª/14ª giornata       | Ritorno | Ritorno    |
|              |        |                       |         |            |
| 7 settembre  | 29-32  | J. Fasano - Meran     | 30-30   | 18 gennaio |
| 7 settembre  | 31-28  | Siena - Brixen        | 28-29   | 18 gennaio |
| 7 settembre  | 25-26  | Fondi - Sassari       | 23-34   | 18 gennaio |
| 7 settembre  | 42-26  | Conversano - Cologne  | 31-19   | 18 gennaio |
| 7 settembre  | 24-22  | Gaeta - Trieste       | 22-30   | 18 gennaio |
| 7 settembre  | 22-22  | Pressano - C. Magnago | 21-25   | 18 gennaio |
| 11 settembre | 28-20  | Bozen - Eppan         | 35-24   | 29 gennaio |

| Andata       | Andata | 2ª/15ª giornata      | Ritorno | Ritorno    |
|              |        |                      |         |            |
| 14 settembre | 30-30  | Cologne - Fondi      | 21-22   | 25 gennaio |
| 14 settembre | 25-30  | Sassari - Conversano | 18-19   | 25 gennaio |
| 14 settembre | 26-28  | Trieste - J. Fasano  | 26-29   | 25 gennaio |
| 14 settembre | 26-24  | Brixen - Pressano    | 25-30   | 25 gennaio |
| 14 settembre | 24-28  | Eppan - Siena        | 27-32   | 25 gennaio |
| 14 settembre | 31-24  | Meran - Gaeta        | 28-31   | 25 gennaio |
| 14 settembre | 27-25  | C. Magnago - Bozen   | 18-26   | 25 gennaio |

| Andata       | Andata | 3ª/16ª giornata      | Ritorno | Ritorno    |
|              |        |                      |         |            |
| 21 settembre | 23-22  | Siena - Pressano     | 22-27   | 1 febbraio |
| 21 settembre | 30-27  | Fondi - Meran        | 28-28   | 1 febbraio |
| 21 settembre | 30-23  | Bozen - Brixen       | 26-25   | 1 febbraio |
| 21 settembre | 34-28  | Conversano - Trieste | 31-30   | 1 febbraio |
| 21 settembre | 31-27  | J. Fasano - Eppan    | 35-40   | 2 febbraio |
| 21 settembre | 28-28  | Cologne - Sassari    | 25-34   | 1 febbraio |
| 22 settembre | 25-31  | Gaeta - C. Magnago   | 23-24   | 1 febbraio |

| Andata       | Andata | 4ª/17ª giornata        | Ritorno | Ritorno    |
|              |        |                        |         |            |
| 28 settembre | 34-22  | Pressano - Gaeta       | 19-20   | 8 febbraio |
| 28 settembre | 29-27  | Siena - Bozen          | 21-30   | 8 febbraio |
| 28 settembre | 32-28  | Trieste - Cologne      | 26-26   | 8 febbraio |
| 28 settembre | 28-26  | Brixen - Conversano    | 30-36   | 8 febbraio |
| 28 settembre | 22-22  | Eppan - Fondi          | 23-25   | 8 febbraio |
| 28 settembre | 28-25  | Meran - Sassari        | 22-26   | 8 febbraio |
| 28 settembre | 38-19  | C. Magnago - J. Fasano | 25-22   | 9 febbraio |

| Andata    | Andata | 5ª/18ª giornata         | Ritorno | Ritorno     |
|           |        |                         |         |             |
| 5 ottobre | 31-27  | Sassari - Eppan         | 26-24   | 15 febbraio |
| 5 ottobre | 24-22  | Fondi - Trieste         | 23-29   | 15 febbraio |
| 5 ottobre | 27-22  | Bozen - Pressano        | 33-19   | 15 febbraio |
| 5 ottobre | 25-23  | Conversano - C. Magnago | 24-29   | 15 febbraio |
| 5 ottobre | 32-34  | J. Fasano - Brixen      | 26-40   | 15 febbraio |
| 5 ottobre | 29-28  | Cologne - Meran         | 23-26   | 15 febbraio |
| 5 ottobre | 23-37  | Gaeta - Siena           | 20-31   | 15 febbraio |

| Andata     | Andata | 6ª/19ª giornata       | Ritorno | Ritorno     |
|            |        |                       |         |             |
| 12 ottobre | 23-21  | Pressano - Conversano | 21-23   | 29 febbraio |
| 12 ottobre | 37-30  | Siena - J. Fasano     | 22-22   | 29 febbraio |
| 12 ottobre | 25-29  | Trieste - Sassari     | -       | nd          |
| 12 ottobre | 34-24  | Brixen - Fondi        | 30-33   | 29 febbraio |
| 12 ottobre | 18-26  | Eppan - Meran         | 28-24   | 4 marzo     |
| 12 ottobre | 35-24  | Bozen - Gaeta         | -       | nd          |
| 17 ottobre | 33-23  | C. Magnago - Cologne  | 27-29   | 4 marzo     |

| Andata     | Andata | 7ª/20ª giornata      | Ritorno | Ritorno |
|            |        |                      |         |         |
| 2 novembre | 30-32  | Sassari - Siena      | 37-23   | 7 marzo |
| 2 novembre | 25-29  | Fondi - C. Magnago   | 22-23   | 7 marzo |
| 2 novembre | 31-24  | Meran - Trieste      | 24-26   | 7 marzo |
| 2 novembre | 24-23  | Conversano - Bozen   | 21-28   | 7 marzo |
| 2 novembre | 30-35  | J. Fasano - Pressano | 22-32   | 7 marzo |
| 2 novembre | 24-26  | Cologne - Eppan      | 23-22   | 7 marzo |
| 2 novembre | 32-33  | Gaeta - Brixen       | 25-36   | 7 marzo |

| Andata     | Andata | 8ª/21ª giornata    | Ritorno | Ritorno |
|            |        |                    |         |         |
| 9 novembre | 31-25  | Pressano - Fondi   | -       | nd      |
| 9 novembre | 26-21  | Siena - Cologne    | -       | nd      |
| 9 novembre | 26-30  | Gaeta - Conversano | -       | nd      |
| 9 novembre | 35-28  | Brixen - Sassari   | -       | nd      |
| 9 novembre | 27-27  | Eppan - Trieste    | -       | nd      |
| 9 novembre | 40-22  | Bozen - J. Fasano  | -       | nd      |
| 9 novembre | 29-25  | C. Magnago - Meran | -       | nd      |

| Andata      | Andata | 9ª/22ª giornata      | Ritorno | Ritorno |
|             |        |                      |         |         |
| 16 novembre | 22-18  | Sassari - Pressano   | -       | nd      |
| 16 novembre | 26-29  | Fondi - Bozen        | -       | nd      |
| 16 novembre | 25-29  | Meran - Siena        | -       | nd      |
| 16 novembre | 28-19  | Conversano - Eppan   | -       | nd      |
| 16 novembre | 25-24  | J. Fasano - Gaeta    | -       | nd      |
| 16 novembre | 26-34  | Cologne - Brixen     | -       | nd      |
| 16 novembre | 18-17  | Trieste - C. Magnago | -       | nd      |

| Andata      | Andata | 10ª/23ª giornata   | Ritorno | Ritorno |
|             |        |                    |         |         |
| 23 novembre | 33-23  | J. Fasano - Fondi  | -       | nd      |
| 23 novembre | 21-28  | Siena - Conversano | -       | nd      |
| 23 novembre | 33-30  | Gaeta - Cologne    | -       | nd      |
| 23 novembre | 22-23  | Bozen - Sassari    | -       | nd      |
| 23 novembre | 31-23  | Brixen - Trieste   | -       | nd      |
| 23 novembre | 31-21  | C. Magnago - Eppan | -       | nd      |
| 23 novembre | 28-29  | Pressano - Meran   | -       | nd      |

| Andata      | Andata | 11ª/24ª giornata       | Ritorno | Ritorno |
|             |        |                        |         |         |
| 27 novembre | 29-30  | Trieste - Siena        | -       | nd      |
| 27 novembre | 20-32  | Meran - Bozen          | -       | nd      |
| 27 novembre | 28-34  | Eppan - Brixen         | -       | nd      |
| 27 novembre | 24-20  | Conversano - J. Fasano | -       | nd      |
| 27 novembre | 21-26  | Fondi - Gaeta          | -       | nd      |
| 27 novembre | 19-25  | Cologne - Pressano     | -       | nd      |
| 28 novembre | 26-24  | Sassari - C. Magnago   | -       | nd      |

| Andata      | Andata | 12ª/25ª giornata    | Ritorno | Ritorno |
|             |        |                     |         |         |
| 30 novembre | 31-28  | J. Fasano - Cologne | -       | nd      |
| 30 novembre | 23-30  | Siena - C. Magnago  | -       | nd      |
| 30 novembre | 25-29  | Gaeta - Sassari     | -       | nd      |
| 30 novembre | 37-25  | Bozen - Trieste     | -       | nd      |
| 30 novembre | 30-28  | Brixen - Meran      | -       | nd      |
| 30 novembre | 23-28  | Pressano - Eppan    | -       | nd      |
| 30 novembre | 24-18  | Conversano - Fondi  | -       | nd      |

| Andata     | Andata | 13ª/26ª giornata    | Ritorno | Ritorno |
|            |        |                     |         |         |
| 7 dicembre | 18-21  | Trieste - Pressano  | -       | nd      |
| 7 dicembre | 24-30  | Meran - Conversano  | -       | nd      |
| 7 dicembre | 29-26  | Eppan - Gaeta       | -       | nd      |
| 7 dicembre | 37-32  | Sassari - J. Fasano | -       | nd      |
| 7 dicembre | 27-28  | Fondi - Siena       | -       | nd      |
| 7 dicembre | 25-38  | Cologne - Bozen     | -       | nd      |
| 7 dicembre | 34-33  | C. Magnago - Brixen | -       | nd      |

## Classifica finale
|        | Pos. | Squadra         | Pt | %    | G  | V  | N | S  | GF  | GS  | D    |
| ------ | ---- | --------------- | -- | ---- | -- | -- | - | -- | --- | --- | ---- |
| [ 8 ]  | 1.   | Conversano      | 32 | 1.60 | 20 | 16 | 0 | 4  | 551 | 479 | +72  |
| [ 8 ]  | 2.   | Bozen           | 30 | 1.57 | 19 | 15 | 0 | 4  | 571 | 438 | +133 |
| [ 9 ]  | 3.   | Cassano Magnago | 31 | 1.55 | 20 | 15 | 1 | 4  | 540 | 466 | +74  |
| [ 10 ] | 4.   | Sassari         | 27 | 1.42 | 19 | 14 | 1 | 5  | 534 | 487 | +47  |
| [ 11 ] | 5.   | Siena           | 27 | 1.35 | 20 | 13 | 1 | 6  | 553 | 536 | +17  |
|        | 6.   | Brixen          | 26 | 1.30 | 20 | 13 | 0 | 7  | 589 | 538 | +51  |
|        | 7.   | Pressano        | 19 | 0.95 | 20 | 9  | 1 | 10 | 497 | 482 | +15  |
|        | 8.   | Meran           | 16 | 0.80 | 20 | 7  | 2 | 11 | 536 | 549 | -13  |
|        | 9.   | Junior Fasano   | 14 | 0.70 | 20 | 6  | 2 | 12 | 516 | 582 | -76  |
|        | 10.  | Fondi           | 13 | 0.65 | 20 | 5  | 3 | 12 | 496 | 549 | -53  |
|        | 11.  | Trieste         | 12 | 0.63 | 19 | 5  | 2 | 12 | 484 | 514 | -30  |
|        | 12.  | Eppan           | 12 | 0.60 | 20 | 5  | 2 | 13 | 483 | 536 | -53  |
|        | 13.  | Gaeta           | 10 | 0.50 | 19 | 5  | 0 | 14 | 475 | 555 | -80  |
|        | 14.  | Cologne         | 7  | 0.35 | 20 | 2  | 3 | 15 | 469 | 573 | -104 |

      Qualificate all'EHF European Cup.

## Allenatori, capitani e primatisti
| Squadra                             | Allenatore                                           | Capitano            | Capocannoniere (tra parentesi il numero dei gol segnati) |
| ----------------------------------- | ---------------------------------------------------- | ------------------- | -------------------------------------------------------- |
| SSV Bozen Loacker-Volksbank         | Boris Dvoršek                                        | Hannes Innerebner   | Martin Sonnerer (87)                                     |
| SSV Brixen Handball                 | Davor Čutura                                         | Benno Pfattner      | Davor Čutura (149)                                       |
| Cassano Magnago HC                  | Davide Kolec                                         | Marco La Mendola    | Alessio Moretti (87)                                     |
| Metelli Cologne                     | Adnan Hozić                                          | Paolo Piantoni      | Nicola Riccardi (100)                                    |
| Accademia Pallamano Conversano 1973 | Alessandro Tarafino                                  | Umberto Giannoccaro | Carlo Sperti (135)                                       |
| ASV Sparer Eppan                    | Marcello Rizzi (1ª-4ª) Milijan Gagović(5ª-20ª)       | Moritz Pircher      | Aleksandr Semikov (92)                                   |
| Acqua & Sapone Junior Fasano        | Francesco Ancona                                     | Flavio Messina      | Filippo Angiolini (95)                                   |
| HC Banca popolare di Fondi          | Giacinto De Santis                                   | Stefano D'Ettorre   | Malandrin (109)                                          |
| MFoods Carburex Gaeta               | Salvatore Onelli                                     | Daniele Ponticella  | Francisco Lombardi (151)                                 |
| SC Meran Handball Alperia           | Jürgen Prantner                                      | Lukas Stricker      | Lukas Stricker (107)                                     |
| Pallamano Pressano                  | Neven Andreašić (1ª-14ª) Alessandro Fusina (15ª-20ª) | Alessio Giongo      | Božidar Nikočević (143)                                  |
| Raimond Handball Sassari            | Luigi Passino                                        | Francesco Mbaye Ogo | Riccardo Stabellini (92)                                 |
| Ego Handball Siena                  | Alessandro Fusina(1ª-13ª) Boris Lisica (14ª-20ª)     | Vito Fovio          | Demis Radovčić (125)                                     |
| Pallamano Trieste                   | Andrea Carpanese                                     | Marco Visintin      | Jan Radojković (109)                                     |

## Statistiche

### Squadre

#### Capoliste solitarie
|    | —— | —— | ——    | ——    | ——    | ——    | ——    | ——    | ——    | ——    | ——  | ——  | ——         | ——         | ——         | ——         | ——         | ——         | ——         | ——  | ——  | ——  | ——  | ——  | ——  | —— |  |
|    |    |    | Siena | Siena | Siena | Siena | Siena | Siena | Siena | Siena |     |     | Conversano | Conversano | Conversano | Conversano | Conversano | Conversano | Conversano |     |     |     |     |     |     |    |  |
|    |    |    |       |       |       |       |       |       |       |       |     |     |            |            |            |            |            |            |            |     |     |     |     |     |     |    |  |
|    |    |    |       |       |       |       |       |       |       |       |     |     |            |            |            |            |            |            |            |     |     |     |     |     |     |    |  |
| 1ª | 2ª | 3ª | 4ª    | 5ª    | 6ª    | 7ª    | 8ª    | 9ª    | 10ª   | 11ª   | 12ª | 13ª | 14ª        | 15ª        | 16ª        | 17ª        | 18ª        | 19ª        | 20ª        | 21ª | 22ª | 23ª | 24ª | 25ª | 26ª |    |  |

#### Classifica in divenire
|                    | 1ª | 2ª | 3ª | 4ª | 5ª | 6ª | 7ª | 8ª | 9ª | 10ª | 11ª | 12ª | 13ª | 14ª | 15ª | 16ª | 17ª | 18ª | 19ª | 20ª | 21ª | 22ª | 23ª | 24ª | 25ª | 26ª |
| ------------------ | -- | -- | -- | -- | -- | -- | -- | -- | -- | --- | --- | --- | --- | --- | --- | --- | --- | --- | --- | --- | --- | --- | --- | --- | --- | --- |
| SSV Bozen          | 2  | 2  | 4  | 4  | 6  | 8  | 8  | 10 | 12 | 12  | 14  | 16  | 18  | 20  | 22  | 24  | 26  | 28  | x   | 30  | x   | x   | x   |     |     |     |
| SSV Brixen         | 0  | 2  | 2  | 4  | 6  | 8  | 10 | 12 | 14 | 16  | 18  | 20  | 20  | 22  | 22  | 22  | 22  | 24  | 24  | 26  | x   | x   | x   |     |     |     |
| Cassano Magnago HC | 1  | 3  | 5  | 7  | 7  | 9  | 11 | 13 | 13 | 15  | 15  | 17  | 19  | 21  | 21  | 23  | 25  | 27  | 29  | 31  | x   | x   | x   |     |     |     |
| Cologne            | 0  | 1  | 2  | 2  | 4  | 4  | 4  | 4  | 4  | 4   | 4   | 4   | 4   | 4   | 4   | 4   | 5   | 5   | 5   | 7   | x   | x   | x   |     |     |     |
| Conversano         | 2  | 4  | 6  | 6  | 8  | 8  | 10 | 12 | 14 | 16  | 18  | 20  | 22  | 24  | 26  | 28  | 30  | 30  | 32  | 32  | x   | x   | x   |     |     |     |
| ASV Eppan          | 0  | 0  | 0  | 1  | 1  | 1  | 3  | 4  | 4  | 4   | 4   | 6   | 8   | 8   | 8   | 10  | 10  | 10  | 12  | 12  | x   | x   | x   |     |     |     |
| Junior Fasano      | 0  | 2  | 4  | 4  | 4  | 4  | 4  | 4  | 6  | 8   | 8   | 10  | 10  | 11  | 13  | 13  | 13  | 13  | 14  | 14  | x   | x   | x   |     |     |     |
| HC Fondi           | 0  | 1  | 3  | 4  | 6  | 6  | 6  | 6  | 6  | 6   | 6   | 6   | 6   | 6   | 8   | 9   | 11  | 11  | 13  | 13  | x   | x   | x   |     |     |     |
| SC Gaeta           | 2  | 2  | 2  | 2  | 2  | 2  | 2  | 2  | 2  | 4   | 6   | 6   | 6   | 6   | 8   | 8   | 10  | 10  | x   | 10  | x   | x   | x   |     |     |     |
| SC Meran           | 2  | 4  | 4  | 6  | 6  | 8  | 10 | 10 | 10 | 12  | 12  | 12  | 12  | 13  | 13  | 14  | 14  | 16  | 16  | 16  | x   | x   | x   |     |     |     |
| Pressano           | 1  | 1  | 1  | 3  | 3  | 5  | 7  | 9  | 9  | 9   | 11  | 11  | 13  | 13  | 15  | 17  | 17  | 17  | 17  | 19  | x   | x   | x   |     |     |     |
| Sassari            | 2  | 2  | 3  | 3  | 5  | 7  | 7  | 7  | 9  | 11  | 13  | 15  | 17  | 19  | 19  | 21  | 23  | 25  | x   | 27  | x   | x   | x   |     |     |     |
| Siena              | 2  | 4  | 6  | 8  | 10 | 12 | 14 | 16 | 18 | 18  | 20  | 20  | 22  | 22  | 24  | 24  | 24  | 26  | 27  | 27  | x   | x   | x   |     |     |     |
| Trieste            | 0  | 0  | 0  | 2  | 2  | 2  | 2  | 3  | 5  | 5   | 5   | 5   | 5   | 7   | 7   | 7   | 8   | 10  | x   | 12  | x   | x   | x   |     |     |     |

#### Classifiche di rendimento

##### Rendimento andata-ritorno
Aggiornata al 7 marzo 2020.
| Andata     | Andata | Ritorno    | Ritorno |
|            |        |            |         |
| Siena      | 22     | Bozen      | 12      |
| Conversano | 22     | C.Magnago  | 12      |
| Brixen     | 20     | Conversano | 10      |
| C. Magnago | 19     | Sassari    | 10      |
| Bozen      | 18     | Fondi      | 7       |
| Sassari    | 17     | Trieste    | 7       |
| Pressano   | 13     | Pressano   | 6       |
| Meran      | 12     | Brixen     | 6       |
| J. Fasano  | 10     | Siena      | 5       |
| Eppan      | 8      | Gaeta      | 4       |
| Gaeta      | 6      | Meran      | 4       |
| Fondi      | 6      | J. Fasano  | 4       |
| Trieste    | 5      | Eppan      | 4       |
| Cologne    | 4      | Cologne    | 3       |

##### Rendimento casa-trasferta
Aggiornata al 7 marzo 2020.
| Casa       | Casa | Trasferta  | Trasferta |
|            |      |            |           |
| Bozen      | 20   | Sassari    | 15        |
| C. Magnago | 20   | Conversano | 14        |
| Conversano | 18   | Siena      | 13        |
| Brixen     | 18   | C. Magnago | 11        |
| Siena      | 14   | Brixen     | 8         |
| Pressano   | 13   | Bozen      | 8         |
| Sassari    | 12   | Pressano   | 6         |
| J. Fasano  | 11   | Meran      | 6         |
| Meran      | 10   | Eppan      | 6         |
| Fondi      | 10   | J. Fasano  | 3         |
| Trieste    | 10   | Fondi      | 3         |
| Gaeta      | 8    | Gaeta      | 2         |
| Eppan      | 6    | Trieste    | 2         |
| Cologne    | 5    | Cologne    | 2         |

#### Primati stagionali
Aggiornato al 7 marzo

Squadre
- Maggior numero di vittorie: Conversano (16)
- Maggior numero di pareggi: Fondi, Cologne (3)
- Maggior numero di sconfitte:  Cologne (15)
- Minor numero di vittorie: Cologne (2)
- Minor numero di pareggi: 4 squadre (0)
- Minor numero di sconfitte:  Conversano, Bozen, C. Magnago (4)
- Miglior attacco: Brixen (589 gol fatti)
- Peggior attacco: Cologne (459 gol fatti)
- Miglior difesa: Bozen (438 gol subiti)
- Peggior difesa: Cologne (573 gol subiti)
- Miglior differenza reti: Bozen (+133)
- Peggior differenza reti: Cologne (-104)
- Miglior serie positiva: Conversano (11, 7ª-16ª giornata)
- Peggior serie negativa: Cologne (12, 4ª-16ª giornata)

Partite
- Più gol: Eppan-Junior Fasano 40-35 (75, 16ª giornata)
- Meno gol: Trieste-Cassano Magnago 18-17 (35, 9ª giornata)
- Maggior scarto di gol: Cassano Magnago-Junior Fasano 38-19 (19, 4ª giornata)
- Maggior numero di reti in una giornata: 402 (13ª giornata)

### Giocatori

#### Classifica marcatori
| Giocatore            | Squadra         | Reti |
| -------------------- | --------------- | ---- |
| Francisco Lombardi   | Gaeta           | 151  |
| Davor Čutura         | Brixen          | 149  |
| Božidar Nikočević    | Pressano        | 143  |
| Carlo Sperti         | Conversano      | 135  |
| Demis Radovčić       | Siena           | 125  |
| Uroš Lazarević       | Brixen          | 121  |
| Malandrin            | Fondi           | 109  |
| Jan Radojković       | Trieste         | 109  |
| Lukas Stricker       | Meran           | 107  |
| Ardian Iballi        | Conversano      | 105  |
| Nicola Riccardi      | Cologne         | 100  |
| Filippo Angiolini    | Junior Fasano   | 95   |
| Aleksandr Semikov    | Eppan           | 92   |
| Riccardo Stabellini  | Sassari         | 92   |
| Leo Prantner         | Meran           | 88   |
| Alessio Moretti      | Cassano Magnago | 87   |
| Martin Sonnerer      | Bozen           | 87   |
| Jan-Niklas Oberrauch | Eppan           | 85   |
| Stefano Arcieri      | Bozen           | 84   |
| Nikolay Bliznov      | Gaeta           | 84   |
| Luis Allan Pereira   | Sassari         | 84   |